# Бибирево (район Москвы)
Би́бирево — район в Северо-Восточном административном округе Москвы, а также одноимённое внутригородское муниципальное образование. Находятся на северной окраине Москвы, примыкают к МКАД. Граничат с районами Южное Медведково, Северное Медведково, Лианозово, Алтуфьевский. Основная магистраль — улица Лескова. Бибирево — один из самых экологически чистых районов Москвы. На территории района расположены 2 небольших парка и зоны отдыха, такие как Этнографическая деревня и Лианозовский питомник.

## Этимология
По названию села Бибирево. Деревень с подобными названиями в России довольно много, вероятно, название образовано от неканонического имени Биберь (Бибирь), означавшее «бобёр» (др. русское «бебръ»).
Другой вариант происхождения названия — от поселения княжеских бобровников, людей, получавших в старину право от князей ловить бобров в их владениях, организовывать охоту, а позднее собирать с жителей «бобровый» налог.
Значение названия района отражено в его символике (герб и флаг).

## Территория
Границы территории района Бибирево Северо-Восточного административного округа города Москвы проходят по оси ЛЭП-500, далее по оси реки Чермянки, оси Бескудниковской ж/д ветки, осям ул. Костромской, Алтуфьевского шоссе, городской черте города Москвы (внешней границе Московской кольцевой автомобильной дороги, включая все транспортные развязки улиц и дорог) до ЛЭП-500.
Площадь района составляет 645 га, площадь застроенных земель — 572 га.

## Население
| 2002     | 2010     | 2012     | 2013     | 2014     | 2015     | 2016     |
| -------- | -------- | -------- | -------- | -------- | -------- | -------- |
| 151 334  | ↗155 599 | ↗157 624 | ↗158 329 | ↗158 991 | ↗159 067 | ↗159 903 |
| 2017     | 2018     | 2019     | 2020     | 2021     | 2023     | 2024     |
| ↘159 811 | ↗160 053 | ↗160 163 | ↗160 447 | ↗160 565 | ↘159 344 | ↘158 797 |

### Национальный состав
По итогам переписи населения 2020 года проживали следующие национальности (национальности менее 0,1 % и другое, см. в сноске к строке «Другие»):
| Национальность | Численность, чел. | Доля     |
| -------------- | ----------------- | -------- |
| Русские        | 118 096           | 73,55 %  |
| Татары         | 1159              | 0,72 %   |
| Армяне         | 653               | 0,41 %   |
| Украинцы       | 489               | 0,30 %   |
| Таджики        | 397               | 0,25 %   |
| Азербайджанцы  | 381               | 0,24 %   |
| Узбеки         | 236               | 0,15 %   |
| Евреи          | 183               | 0,11 %   |
| Другие         | 38 971            | 24,27 %  |
| Итого          | 160 565           | 100,00 % |

## История
Местность на правом берегу реки Ольшанки получила свое название от села (деревни) Бибирево, которое известно с конца XVI века. До 1774 года село и земли вокруг него принадлежали Вознесенскому девичьему монастырю, основанному супругой Дмитрия Донского Великой княгиней Евдокией. Сам монастырь находился на территории Московского Кремля, на лето монахини выезжали в Бибирево. В 1774 году село перешло в ведение Государственной коллегии экономии, и его крестьяне стали государственными.
Храм Преподобного Сергия Радонежского в Бибиреве был освящён в 1894 году в благодарность Богу за избавление жителей села от холеры. Храм был поставлен вплотную с деревянным храмом Благовещения Богородицы, известным с XVI века.
На 1852 год в селе насчитывалось 164 крестьян, 36 дворов, 1 церковь.
В начале XIX века в Бибиреве появляются первые промышленные предприятия. В 1896 году промышленник Вильгельм Августович Рюль строит здесь кожевенный завод. А три года спустя почётная гражданка Прасковья Гусева основывает в Бибирево кирпичный завод.
В 1922 году 19 беднейших семей создали сельскохозяйственную артель, названную в честь владевшего селом монастыря Вознесенской. В 1930-е годы артель была преобразована в колхоз «Красная нива».
На рубеже 1920—1930-х годов Бибирево со всеми окрестностями входило в состав Краснополянского района Московской области, а в 1960 году было включено в Дзержинский район Москвы. С конца 1960-х — нынешняя территория Бибирево стала районом массового жилищного строительства. В 1967 году Бибирево становится частью Кировского района. В 1991 году после административной реформы часть его отходит к муниципальному округу «Бибирево», а часть — к «Алтуфьевскому».

## Органы власти
- Управа района Бибирево
- Совет депутатов муниципального округа Бибирево.

## Транспорт
Основными транспортными магистралями района являются: Алтуфьевское шоссе, участок МКАД (84 — 88 км), улицы Лескова, Пришвина, Плещеева, Корнейчука, Конёнкова, Мурановская и Белозерская.
Также в Бибиреве находятся Бибиревская, Костромская, Мелиховская улицы, Подушкинский переулок и Шенкурский проезд.
На территории района расположены станции метро  Алтуфьево и  Бибирево.
По району проходят маршруты наземного общественного транспорта:
- автобусные: 98, 259, 273, 278, 282, 284, 290, 352, 587, 601, 606, 618, 644, 771, 774, 815, 928.
- электробусные: т73, т80, е59, 637, 353, 685, 53, 136, 705.

## Парки и скверы
В районе Бибирево располагаются три парка и один крупный сквер — Лианозовский питомник (63 га), Этнографическая деревня «Бибирево» (12 га, озелененная территория — 9,58 га), Парк света (7,5 га) и сквер «Аллея дружбы».
Парк света был открыт в 2019 году на месте обычного районного сквера. Здесь установили светящиеся круговые качели, обустроили площадки с подсветкой — две детские, воркаут-зону и площадку для выгула собак. В парке проложили велодорожки и установили более 150 новых фонарей. Уникальный арт-объект Парка света — скульптура, изображающая семейство бобров, символ района.
Этнографическая деревня «Бибирево» — парк создан в 2003 году на месте заброшенной территории вдоль реки Чермянки, где в XIX веке находилась деревня Подушкино. Торжественное открытие парка состоялось в 2004 году. Парк был комплексно благоустроен в 2018 году: были реконструированы дорожки в зоне отдыха со стороны улицы Корнейчука (северная часть парка), площадка перед сценой, были благоустроены детские площадки на восточном берегу реки Чермянки, обустроены новые тренажеры на воркаут-площадке, а также размещено поле для игры в мини-футбол.
Лианозовский питомник — одна из территорий заказника «Алтуфьевский», который состоит из двух частей, разделённых Алтуфьевским шоссе. Площадь всего заказника — 121,2 га. Площадь территории, которая находится в районе Бибирево — около 63 га, это преимущественно лесопарк с берёзами, соснами, ольхой и ивами, а также несколькими растениями из Красной книги — здесь можно найти ландыш майский, ирис жёлтый и незабудка болотная. В парке есть зоны отдыха — детская площадка, воркауты и столы для пикника. На входе в парк установлена фантазийная арка, изображающая стволы дерева, на которых сидят белки и сова.
Сквер «Аллея дружбы» был заложен 9 августа 2000 года в честь подписанного 3 февраля 2000 года соглашения между Правительством Москвы и Киевской городской государственной администрацией «Об установлении породненных связей». Здесь установлены обелиски дружбы России и Украины, окрашенные в цвета российского и украинского флагов. В сквере есть детская площадка, воркаут-площадка, столы для игры в пинг-понг, площадка для выгула собак, установлены скамейки для отдыха.

В 2022 году здесь планировалось обустроить новый сквер — обустроили детские площадки, а также спортивную и смотровую площадки. В рамках работ также было заменено асфальтобетонное покрытие, уложен газон, установлены новые фонари, высажены деревья и кустарники. Кроме того, появилась беговая дорожка, зоны отдыха, площадка для выгула собак.

## Культура и досуг
- Дом культуры «Темп» (Шенкурский проезд, 3а).
- дом культуры «Смена» (Улица Корнейчука, дом 38а).
- ТРЦ «Будапешт» (улица Лескова, 14).
- ТРЦ «Час-Пик» и ТРЦ «Маркос Молл».
- Физкультурно оздоровительный комплекс (улица Белозерская, 14[33]), был торжественно открыт 14 мая 2007 в присутствии мэра Москвы Ю. М. Лужкова, Префекта СВАО И. Рабер и др.[34], закрыт уже в 2014 году[35], а полностью снесён в 2020—2021 гг.[36][37][38].
- Физкультурно-оздоровительный комплекс «Кировский».
- Центральная библиотека № 77.
- Библиотека № 69 (бывшая Юношеская библиотека № 99)[39].
- Библиотека № 56.
- Библиотека № 184.
- Детская библиотека № 144.
- Детская библиотека № 160[40].

## Религия
- Храм «Преподобных Антония и Феодосия Киево-Печерских в Бибирево».
- Храм Преподобного Сергия Радонежского.храма Собора Московских Святых в Бибиреве
- Храм-часовня Иконы Божией Матери «Живоносный Источник»[41].
- Храм во имя Собора Московских Святых
- Церковь евангельских христиан-баптистов «Голгофа».

## Средства массовой информации
Районная интернет-газета «Бибирево — наш дом»

## Образование

### Высшее образование
- Московский финансово-юридический университет (учебный корпус «Бибирево», ул. Плещеева, д. 16А)[42]